# La Valse (Claudel)

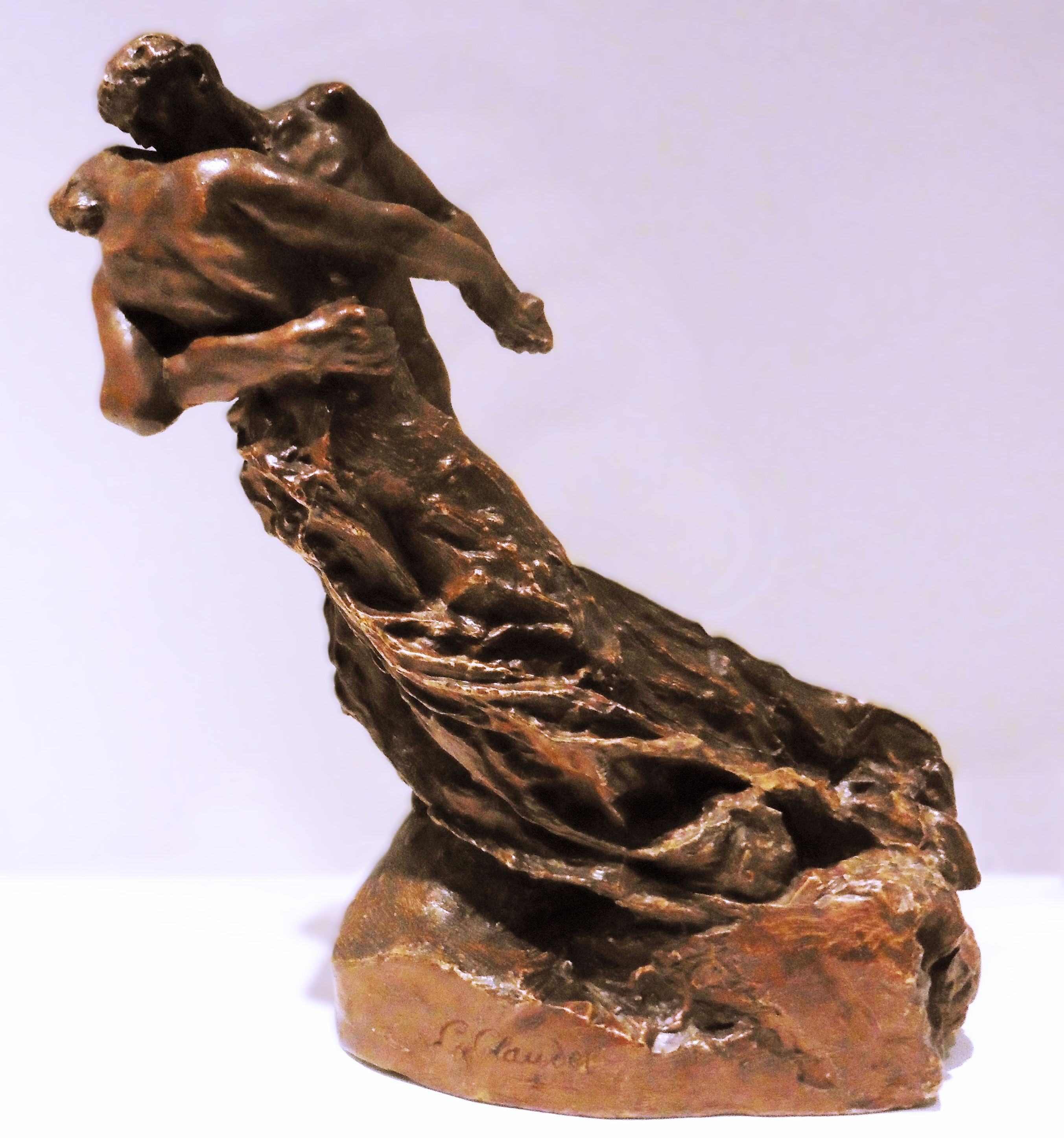
Camille Claudel: La Valse, 1905

La Valse oder Les Valseurs (deutsch: „Der Walzer“ oder die „Walzertanzenden“) ist eine Bronzeskulptur der französischen Bildhauerin Camille Claudel. Entworfen hat sie die Figurengruppe nach 1889, einer Zeit, in der sie mit ihrem Bildhauerkollegen Auguste Rodin eine Liebesbeziehung hatte und beide sich in ihrer künstlerischen Arbeit ergänzten. Die etwa 46 cm hohe Skulptur zeigt zwei menschliche Körper, einen nackten Mann und eine Frau in langem Kleid, aber mit freiem Oberkörper, die einen intimen Walzer-Tanzschritt ausführen. Die Skulptur wird als Hauptwerk der Künstlerin im letzten Jahrzehnt des 19. Jahrhunderts aufgefasst.

## Beschreibung
Die Bronzeskulptur gibt es in drei von der Künstlerin hergestellten Versionen, die in zahlreichen Abgüssen existieren. Die Maße eines Exemplars der Version von 1905, heute im Musée Rodin, Paris, sind 43,2 × 34,3 × 23 cm. Ein Exemplar einer anderen Version, die zum Bestand der Bayerischen Staatsgemäldesammlungen – Neue Pinakothek München – zählt, misst 25 × 14,5 × 10 cm.
Ursprünglich sollten insgesamt 50 Abgüsse der letzten Version (nackte Körper) von 1905 in der Gießerei von Eugène Blot hergestellt werden, doch es wurden nur 25.
Die Skulptur stellt zwei Tänzer in der für Camille Claudel charakteristischen stark geneigten Position dar. Die Figur des Mannes ist völlig nackt, die weibliche Figur trägt bei nacktem Oberkörper ein langes Kleid mit einem fließenden Faltenwurf, das in den Sockel der Figurengruppe übergeht und ihr damit trotz der extremen Schräglage eine stabile Position auf Grund des Gewichts verleiht. Die Gesichter der beiden Figuren sind sich sehr nah, berühren sich aber nicht. Das Gesicht des Mannes nähert sich aber, wie zum Kuss, der linken Schulter der Frau. Die Frau schmiegt sich an den ihre Taille umfassenden Arm des Mannes, aber es gibt keine allzu engen Berührungen der muskulös und geschmeidig gestalteten Körper. Der Mann ist im Begriff einen Tanzschritt um das rechte Bein zu machen, sein linkes ist bereits angehoben, um die nächste walzertypische Drehbewegung einzuleiten.

## Hintergrund und Geschichte der Skulptur
Camille Claudel war zu jener Zeit Schülerin von Auguste Rodin. Sie erlernte die Kunst perfekt, entzog sich aber langsam in ihren Themen immer mehr seinem Einfluss, doch diese Arbeit korrespondiert mit der Kunst Rodins. Ihre Arbeiten waren mit diesem Werk nicht mehr mythologischer Natur, sondern dem alltäglich Körperlichen und Sinnlichen verbunden. Den Walzer gibt es in drei Versionen in Bronze. Einen Abguss besaß der Komponist Claude Debussy, mit dem Claudel eine kurze Affäre hatte, und der ihn bis zu seinem Tod 1918 in seinem Arbeitszimmer aufbewahrte. Dieses Exemplar befindet sich heute im Pariser Musée Rodin. Dass die Skulptur La Valse den Komponisten zu seinem Klavierstück Pour les octaves aus dem ersten Band seiner Klavieretüden von 1915 inspiriert haben könnte, liegt nahe. Es ist ein Stück, das im 3/8-Takt gesetzt ist und im Gegensatz zu Debussys früherem langsamen Walzer von 1910 La plus que lente einen viel rhythmischeren Schwung besitzt und damit mit Claudels Skulptur korrespondiert.
Claudel begann vermutlich im Jahr 1889 damit, diese Skulptur zu konzipieren, zunächst als Tonmodell, das zunächst zwei nackte, unverhüllte Tänzer darstellte. Für La valse ließ sie sich von der amerikanischen Tänzerin Loïe Fuller inspirieren, die mit ihrem Modern Dance eine neue Choreographie entwickelt hatte. Anfang 1892 reichte sie, das war in jener Zeit für Bildhauer erforderlich, eine offizielle Anfrage beim französischen Ministerium für Kunst ein, da sie dieses Werk in Marmor, und daher für die Öffentlichkeit, ausführen wollte. Der zuständige Inspektor im Ministerium, Armand Dayot, ein damals bekannter Kunstkritiker und linksgerichteter Politiker, war jedoch schockiert über die Darstellung der Nacktheit. Daher empfahl er der Künstlerin, die nackten Körperteile zu bedecken, denn nur bedeckte Körper kamen für einen Ankauf seitens des Staates in Frage. Er nahm auch Rücksprache mit Rodin, ehe er seinen abschließenden Bericht verfasste. Dieser stellte sich aber hinter den Entwurf von Claudel und forderte, dass man ihre Wahl der Darstellung respektieren solle. Ausgeführt wurde die Arbeit aber letztlich als Bronzeskulptur.
Claudel stellte jedoch sicherheitshalber doch noch eine „verhüllte“ Version mit der Bezeichnung «avec voile » (mit Tuch) her, die 1893 im Salon der Société nationale des beaux-arts präsentiert wurde. Armand Dayot hatte für diese Arbeit einen positiveren Bericht für die damalige Zensur verfasst.

## Rezeption
Die Bildhauerkunst von Camille Claudel stieß auf unterschiedliche Reaktionen. Kritiker, die ihre Arbeit mochten, sprachen von ihrer „männlichen“ und „starken“ Bildhauerei und bezogen sich auf Claudels technische Fähigkeiten. Diejenigen, die ihre Kunst nur als „anekdotisch“ auffassten, bezeichneten ihre Kunst als „Skulptur des Gefühls“. Der Musikschriftsteller Robert Godet, ein Freund von Claude Debussy, schrieb über La valse: „Diese Sehnsucht und dieser Schwung, in einem einzigen Rhythmus verschmolzen, der nur schwächer wird, um umso unermüdlicher dahin zu fliegen […]“ 1905 äußerte sich der Kunstkritiker Louis Vauxcelles überschwänglich: „In La valse bildet Camille Claudel den schwingenden Rhythmus eines rauschhaften Walzers ab, aber auch die Leidenschaft und den Gleichklang zweier Körper. Beide sind nackt, beide sind aufgewühlte Kraft und nervöse Eleganz. Mann und Frau zitternd vor Leidenschaft, die sie in taumelnder Sinnlichkeit vereint. La valse ist das Gedicht eines wahnsinnigen Rausches: Die beiden Körper bilden einen einzigen, der fantastische Taumel verwirrt sie, die Gewänder drehen sich, die Tänzerin vergeht vor Lust.“

## Ausstellungen (Auswahl)
- Camille Claudel im Tessin 2002, im Museum Villa dei Cedri in Bellinzona.[11]
- Camille Claudel 15. April bis 20. Juli 2008 im Musée Rodin in Paris.[12]
- Camille Claudel. Au miroir d’un art nouveau 8. November 2014 bis 8. Februar 2015 im Musée d’Art et d’Industrie in Roubaix.[13]